# Supercoppa del Belgio 1982
La Supercoppa del Belgio 1982 (in francese Supercoupe de Belgique, in fiammingo Belgische Supercup) è stata la 4ª edizione della Supercoppa del Belgio di calcio.
La partita fu disputata dal Standard Liegi, vincitore del campionato, e dal Waregem, finalista della coppa dopo che il Genk rinunciò.
L'incontro si giocò il 10 agosto 1982 nello Sclessin Stadion di Liegi e vinse il Waregem, al suo primo titolo.

## Tabellino
| Liegi 10 agosto 1982 | Standard Liegi | 2 – 3 | Waregem | Sclessin Stadion |